# Ulrich Schriewer
Ulrich Schriewer (* 1949 in Haltern) ist ein deutscher, bildender  Künstler. 

## Wirken
Auf der Suche nach neuen Möglichkeiten in der Kunst, entdeckte Schriewer 1976 den Sand für seine künstlerische Ausdrucksweise. Da es zu diesem Zeitpunkt keine für ihn befriedigende Verarbeitungsmethode gab, führte er in den nächsten zwei Jahren diverse Versuche und Experimente durch, welche zur ersten Form seiner Sand-Art-Technik führten. In den folgenden Jahren machte Ulrich Schriewer sich zunächst regional einen Namen.
In den Jahren 1989 bis 1991 entwickelte er seine Technik nun so weiter, dass auch große Skulpturen möglich waren. Im gleichen Jahr der Fertigstellung dieser Innovation erhielt er den Ehrentitel Bürger des Ruhrgebiets des Vereins Pro Ruhrgebiet. In den folgenden Jahren wuchs die Aufmerksamkeit der Medien. Nationale und Internationale Ausstellungen folgten. Inzwischen sind seine Gemälde und Preisdesigns ebenso gefragt, wie seine Groß-Skulpturen.

## Stil

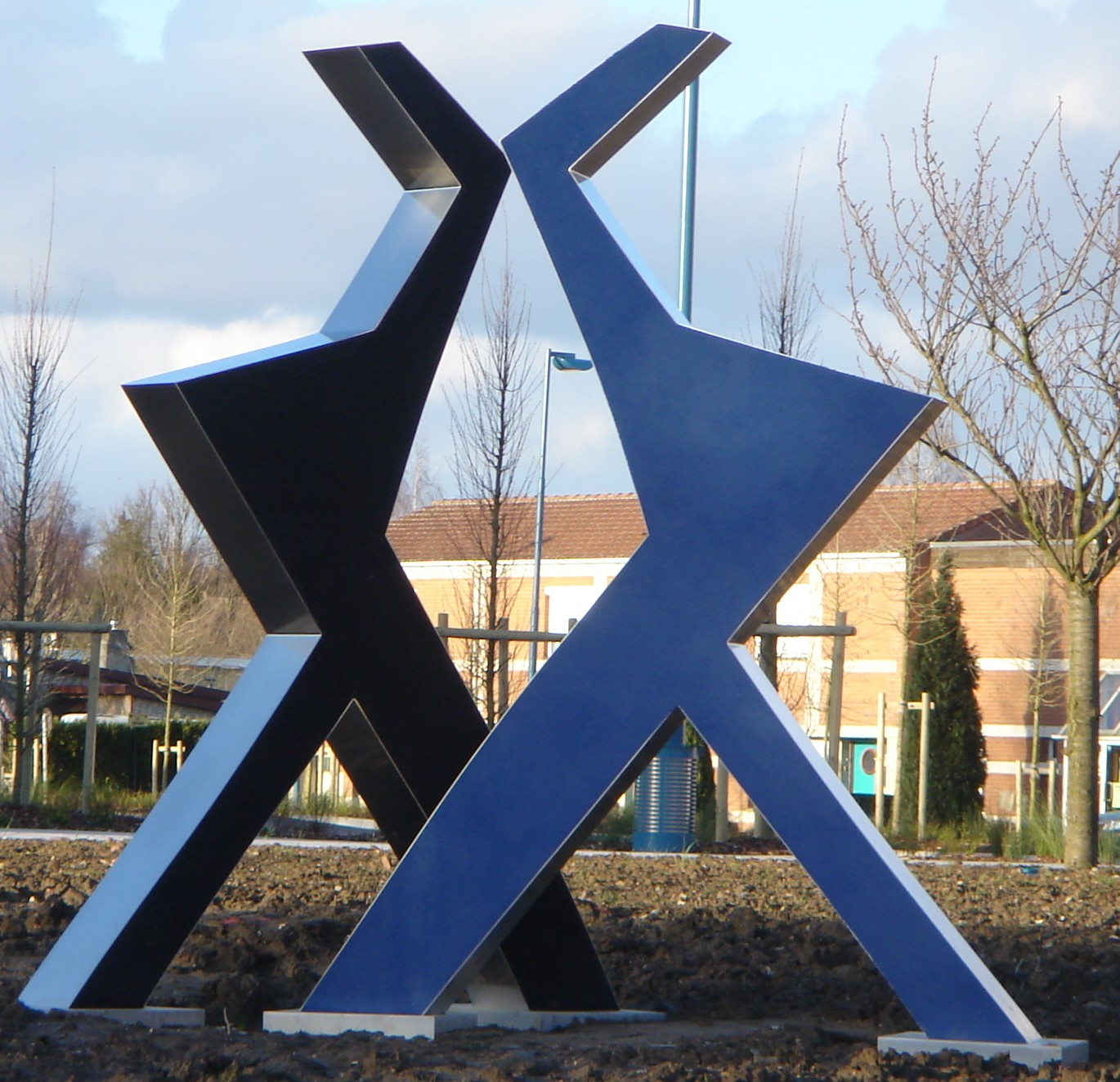
Skulptur Zwilling-Les Jumeaux

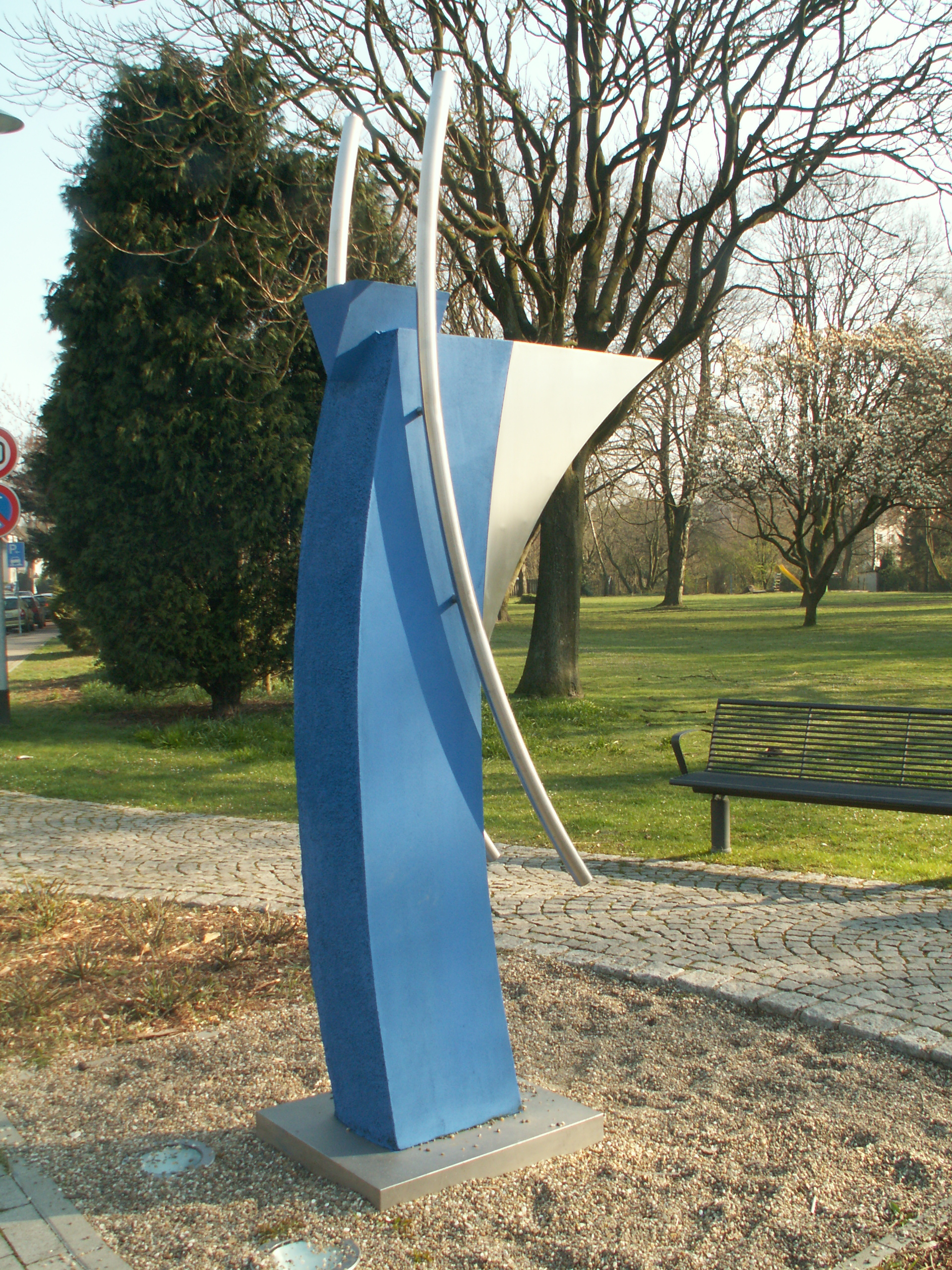
Auftragsarbeit Kiep für den gleichnamigen Kulturpreis der Stadt Haltern am See

Der auch als Vater des Sand-Art bezeichnete Künstler schafft abstrakte Werke, welche oft durch sich ergänzende fließende und feste Elemente getragen werden.
Die Reduktion auf das Wesentliche steht oft im Vordergrund bei seinen Werken. Ausgangspunkt in seinen Arbeiten ist immer der Mensch. Wesentlich in der Umsetzung ist, wie im antiken Griechenland, immer auch die Farbe (bei ihm als ein Element der Freude und Zuversicht). Ein entscheidender Grundzug in seinen Arbeiten ist die Fähigkeit, Dinge so zu verändern, dass sie für den Betrachter Raum geben zur Entdeckung und Weiterentwicklung seiner eigensten Gedanken im Bild und in der Skulptur. Verändern, reduzieren oder überziehen um „neue Sehräume“ zu schaffen, ist eine seiner Aussagen.
Wichtigste Werkstoffe bei seinen Skulpturen sind Sand und Stahl, bei seinen Gemälden neben Sand, Metallteile und andere Materialien.

## Ausstellungen

### Einzelausstellungen (international/Auswahl)
- Europaparlament (Straßburg)
- Rochford (Vereinigtes Königreich)
- Galerie Bernice, Eindhoven (Niederlande)
- Hawort Tiffany Art Gallery (Vereinigtes Königreich)
- Creil (Frankreich)
- Roost-Warendin (Frankreich)

### Einzelausstellungen (national/Auswahl)
- Castrop-Rauxel (städt. Galerie)
- Bremen (Galerie postmoor)
- Bremerhaven (Wilke Haus)
- Düsseldorf

### Auftragsarbeiten (Auswahl)
- Magus (Landesmedienpreis NRW)
- Kiep (Statuette des Münsterländer Kabarettpreises, sowie Skulptur in Haltern am See)
- Nike (Preis für das Europäische-Klassikfestival Ruhr)
- Zwilling (Doppelskulptur für die franz. Stadt Roost-Warendin)

## Auszeichnungen
- Bürger des Ruhrgebiets